# وطني (فلم)
وطني، عالم بدون شر (بالفرنسية: Watani, un monde sans mal)، هُو فيلم دراما موريتاني صدر سنة 1998 وأخرجه ميد هوندو.

## وصلات خارجية
- وطني في قاعدة بيانات الأفلام على الإنترنت